# Samsung Galaxy A8 (2015)
El Samsung Galaxy A8 (estilizado como Samsung GALAXY A8) es un phablet Android producido por Samsung Electronics. Fue presentado el 15 de julio de 2015.

## Especificaciones
El Galaxy A8 es más delgado que los modelos anteriores de la serie A y mide 5,9 milímetros (0,23 pulgadas) de grosor. La pantalla está protegida por Gorilla Glass 4.
Otras especificaciones incluyen una pantalla Super AMOLED de 5,7 pulgadas y 1080p (1080x1920), sensor de huellas dactilares basado en el tacto integrado en el botón de inicio, cámara trasera de 16 MP y cámara frontal de 5 MP.
Está alimentado por Exynos 5430, Exynos 5433 o Snapdragon 615. Todos estos SoC cuentan con un procesador octa core y están respaldados por 2 GB de RAM y 32 GB de almacenamiento interno. Hay una ranura SIM híbrida que también se puede usar como una ranura para tarjeta microSD. Tiene una batería no extraíble de 3050 mAh.
Se envía con Android 5.1.1 Lollipop.
- Datos: Q20866617
- Multimedia: Samsung Galaxy A8 (2015) / Q20866617